# 美川きよ
美川 きよ（みかわ きよ、女性、1900年9月28日 - 1987年7月2日）は、日本の小説家。

## 人物

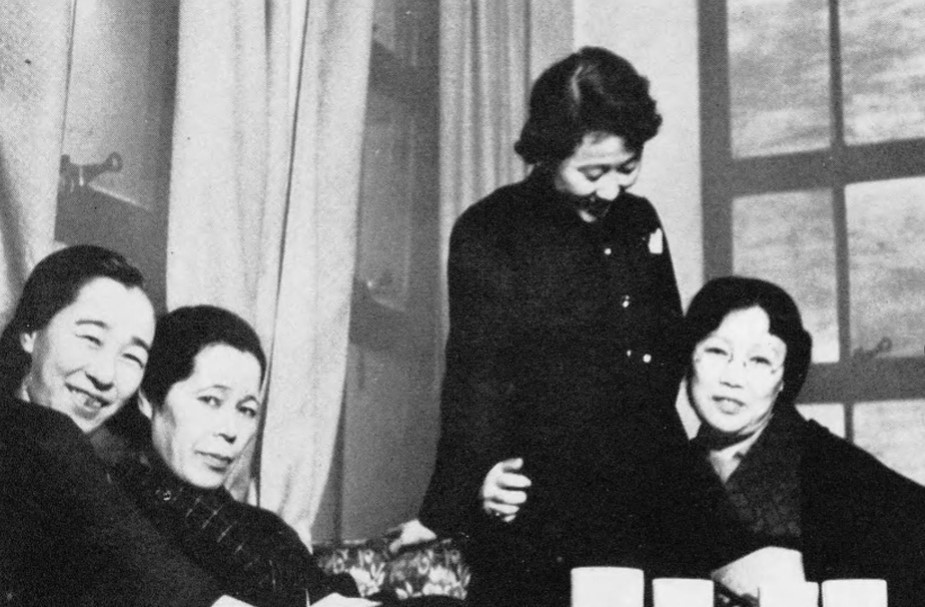
左から、美川きよ、深尾須磨子、ささきふさ、田村俊子。1937年頃撮影。

神奈川県出身。大阪府立大手前高等女学校（後の大阪府立大手前高等学校）卒。本名は鳥海清子。
大正15年（1926年）『三田文学』に「デリケート時代」を発表。昭和5年（1930年）以降「父の恋愛」など女性心理をえがく短編を手がける。画家の鳥海青児と結婚。

## 著書
- 恐しき幸福 長篇小説 版画荘 1938
- 女流作家 中央公論社 1939
- 白と赤 時代社 1940
- ちりぬるを 佃書房 1942
- 美しき風 有光社 1943
- 一日一花 東光堂 1943
- 南ノ旅カラ 文松堂書店 1944
- 制服の愛 江戸書院 1946
- 花も雪も 福地書店 1947
- 不思議な仲人 福地書店 1948
- 私は愛が欲しい 鱒書房 1955 (コバルト新書)
- 夜のノートルダム 鳥海青児と私 中央公論社 1978.4